# NCT 2018 Empathy
『NCT 2018 Empathy』（エヌシーティー 二ゼロイチハチ エンパシー）は、2018年3月14日にDreamusから発売された韓国のアイドルグループNCTの1枚目のオリジナルアルバム。

## 概要
- アルバム名「Empathy（共感）」には「夢を通じて共感する」というNCTの世界観が反映されている[4]。
- 今作からクン、ジョンウ、ルーカスの3人のメンバーがNCTに合流した。

## プロモーション

### 予告編
- 1月31日より、18人のメンバーを紹介する映像「NCT 2018 Yearbook」を公開した。
- 2月9日より、全5篇の映像シリーズ「NCTmentary」を公開した。「夢」を通じて共感し「音楽」でひとつになるというストーリー[5]。

### ミュージックビデオ
- 2月19日、NCT U「BOSS」のミュージックビデオを公開した[6]。2019年11月22日にNCTとして初めてYouTube照会数が1億ビューを達成した[7]。
- 2月27日、NCT U「Baby Don't Stop」のミュージックビデオを公開した[8]。
- 3月4日、NCT DREAM「GO」のミュージックビデオを公開した[9]。
- 3月14日、NCT 127「Touch」のミュージックビデオを公開した。
- 4月2日、NCT U「YESTODAY」のミュージックビデオを公開した[10]。
- 4月19日、NCT 2018「Black on Black」のミュージックビデオを公開した[11]。

### イベント
- 3月14日、ソウル・高麗大学ファジョン体育館で発表記念ショーケースを開催した[12]。

## 参加メンバー
- テイル
- ジャニー
- テヨン
- ユウタ
- クン
- ドヨン

- テン
- ジェヒョン
- ウィンウィン
- ジョンウ
- ルーカス
- マーク

- ロンジュン
- ジェノ
- ヘチャン
- ジェミン
- チョンロ
- チソン

【計18人】

## チャート成績・評価
韓国ガオンチャートの総合アルバムランキングで週間2位を記録した。
iTunes総合アルバムチャートでカナダ、フィンランド、ノルウェー、オーストリア、ニュージーランド、ロシア、ウクライナ、メキシコ、ブルネイ、インド、インドネシア、ラトビア、ペルー、マレーシア、シンガポール、台湾、タイ、ベトナム、トルコ、香港、フィリピン、モンゴルなど世界22の国と地域で1位を獲得した。
収録曲「Baby Don't Stop」は英Dazed誌の「The 20 best K-pop songs of 2018」で1位を獲得し、米ビルボードの「The 20 Best K-pop Songs of 2018」に選定された。

## 収録曲
1. INTRO: Neo Got My Back [1:58]
  - 作曲 ：DAKSHOOD、Tommy $trate
  - 編曲 ：DAKSHOOD、Rohsangyoon

紹介映像「NCT 2018 Yearbook #2」の挿入歌[17]。
2. BOSS [3:32]
  - 作詞 ：우탄、유영진、TAEYONG、MARK
  - 作曲 ：Mike Daley、Mitchell Owens、Tiffany Fred、Patrick 'J. Que' Smith、유영진
  - 編曲 ：Mike Daley、유영진
  - 参加メンバー ：テヨン、ドヨン、ジェヒョン、ウィンウィン、ジョンウ、ルーカス、マーク

重いベースリフが印象的なアーバンヒップホップジャンルの楽曲。歌詞には「現代社会には断片的で表面的なコミュニケーションではなく、真の共感が必要であり、NCTがその共感を引き出す」というメッセージを込めている[18]。
ミュージックビデオはキエフのヴェルナツキー・ウクライナ国立図書館で撮影された。
3. Baby Don't Stop [3:04]
  - 作詞 ：박우현、JUNO、TAEYONG
  - 作曲 ：Matt Schwartz、Paul Harris、Little Nikki、유영진、Ryan S. Jhun
  - 編曲 ：Matt Schwartz、Paul Harris、유영진、Ryan S. Jhun
  - 参加メンバー ：テヨン、テン

強烈なベースのビートの上に刺激的なシンセ、ウィスパーサウンド、ドラマティックなラップが効果的に重なるハウスチューン[19]。
ミュージックビデオはキエフにあるセルゲイ・コロリョフ文化宮殿で撮影された。
4. GO [3:28]
  - 作詞 ：황유빈、지예원 (Joombas)、MARK
  - 作曲 ：The Stereotypes、Tiffany Fred、소피야 (Sophiya)、Distract、유영진
  - 編曲 ：The Stereotypes
  - アーティスト ：NCT DREAM

808ベースの強烈なビートが際立つトラップヒップホップジャンルの楽曲。歌詞には「社会の固定観念や定型化された枠にはまることなく、それぞれのアイデンティティーを取り戻そう」というメッセージを込めている[9]。
5. Touch [3:10]
  - 作詞 ：조윤경、김민지 (Jam Factory)、신진혜 (JamFactory)
  - 作曲 ：LDN Noise、DEEZ、Adrian Mckinnon
  - 編曲 ：LDN Noise、DEEZ
  - アーティスト ：NCT 127

中毒性の強いフューチャーシンセサウンドが際立つ明るく軽快な春らしい雰囲気の楽曲[17]。
6. YESTODAY [3:18]
  - 作詞 ：정주희 (Jam Factory)、TAEYONG、MARK、Steven Lee、CHO JINJOO
  - 作曲 ：Hyuk Shin (153/Joombas)、RE:ONE、Delly Boi、Jarah Gibson、Steven Lee
  - 編曲 ：RE:ONE、Delly Boi
  - 参加メンバー ：テヨン、ドヨン、ルーカス、マーク

恋愛と青年時代に関する後悔と過去の記憶を歌ったヒップホップトラック[20]。タイトルには英語の「yesterday」と「today」を組み合わせて「昨日になる今日」という意味を込めている[10]。
7. Black on Black [3:19]
  - 作詞 ：마이노스 (MINOS)、TAEYONG、MARK、DEEZ
  - 作曲 ：Afshin Salmani、Josh Cumbee、DEEZ
  - 編曲 ：Afshin Salmani、Josh Cumbee、DEEZ
  - アーティスト ：NCT 2018

18人のメンバーが参加したトラップヒップホップの楽曲。咆哮と張り上げるような歌声が印象的なエレクトロダンストラックで、ピラミッドを組むパフォーマンスなど猛獣を連想させるパワフルでアクロバティックな振り付けが取り入れられている[21][22]。
8. 텐데...（なのに...）(Timeless) [4:12]
  - 作詞 ：전간디
  - 作曲 ：앤드류 최、220、김용신
  - 編曲 ：220、김용신
  - 参加メンバー ：テイル、ドヨン、ジェヒョン

SM「STATION」シーズン2で公開されたバラード曲。歌詞には恋人との別れの後、再会を夢見る悲しいストーリーが込められている[23]。
9. 일곱 번째 감각（第七感 ; The 7th Sense） [3:35]
  - 作詞 ：1월 8일、김동현、CHO JINJOO、TAEYONG、MARK
  - 作曲 ：Timothy 'Bos' Bullock、Tay Jasper、Adrian Mckinnon、Sara Forsberg、Michael Jiminez、Leven Kali、MZMC
  - 編曲 ：Timothy 'Bos' Bullock、Tay Jasper
  - 参加メンバー ：テヨン、マーク、ジェヒョン、ドヨン、テン

NCTのデビューシングル。
10. WITHOUT YOU [3:27]
  - 作詞 ：유영진
  - 作曲 ：Matt Schwartz、Ki Fitzgerald、John Reid
  - 編曲 ：유영진
  - 参加メンバー ：テイル、ドヨン、ジェヒョン
11. WITHOUT YOU (Chinese Ver.) [3:27]
  - 作詞 ：유영진、林欣晔
  - 作曲 ：Matt Schwartz、Ki Fitzgerald、John Reid
  - 編曲 ：유영진
  - 参加メンバー ：クン、テイル、ドヨン、ジェヒョン
12. 몽중몽（梦中梦）(Dream In A Dream) [3:36]
  - 作詞 ：Stephen Carl
  - 作曲 ：Dillon Pace、Brian Lee、Stephen Carl
  - 編曲 ：Dillon Pace
  - アーティスト ：テン

2017年にSM「STATION」で公開された楽曲。夢と現実の境界で、本当の愛の意味を考えるという内容[24]。
13. OUTRO: VISION [0:57]
  - 作詞 ：유영진
  - 作曲 ：유영진
  - 編曲 ：유영진
14. YESTODAY (Extended Version) [Bonus Track] [3:47]
  - 作詞 ：정주희 (Jam Factory)、TAEYONG、MARK、Steven Lee、CHO JINJOO
  - 作曲 ：Hyuk Shin (153/Joombas)、RE:ONE、Delly Boi、Jarah Gibson、Steven Lee
  - 編曲 ：RE:ONE、Delly Boi

## The 7th Sense

### 概要
- NCTのデビュー曲。
- ジェヒョン、マーク、テン、テヨン、ドヨンの5人が参加している。
- 振り付けはs**t kingzが担当している。
- 英DAZED誌の「今年最高のK-POPトラックベスト20」に選定された[25]。

### プロモーション
- 2016年4月9日、ミュージックビデオを公開した。
- 4月11日、パフォーマンスビデオを公開した。
- 4月15日、KBS2『ミュージックバンク』でデビューステージを初披露した。

### トラック
1. 일곱 번째 감각（The 7th Sense; 第七感） [3:35]
ヒップホップグルーヴをベースにしたフューチャーベースジャンルの楽曲。
歌詞に登場する音楽を介してお互いの夢を感じて理解する感覚を意味する「七つ目の感覚」には、人々とコミュニケーションしたいという願いが込められている[26]。

## WITHOUT YOU

### 概要
- テイル、ジェヒョン、ドヨンが参加している。中国語版にはクンが参加している。
- 2016年4月10日、韓国語版のミュージックビデオを公開した。ミュージックビデオにはウィンウィンも出演している。
- 4月12日、中国語版のミュージックビデオを公開した。
- 4月15日、KBS『ミュージックバンク』でデビューステージを初披露した。

### トラック
1. WITHOUT YOU [3:27]
スタジアムダンス系のEDMロックジャンルの楽曲。激しい競争社会に生きる現代人に向けてお互いに和合し、共に生きていく幸せについて歌う[27][28]。
2. WITHOUT YOU (Chinese Ver.) [3:27]
中国語版。SMルーキーズのクンが参加している。

## Baby Don't Stop (Special Thai Ver.)

### 概要
- テヨンとテンが参加している。
- 2018年2月に発表された「Baby Don't Stop」のタイ語版。
- タイのiTunes総合シングルチャートで1位を獲得した[29]。

### トラック
1. Baby Don't Stop (Special Thai Ver.) [3:04]
  - 作詞 ：박우현、JUNO、TAEYONG、Khan Thaitanium、Twopee Southside
  - 作曲 ：Matt Schwartz、Paul Harris、Little Nikki、유영진、Ryan S. Jhun
  - 編曲 ：Matt Schwartz、Paul Harris、유영진、Ryan S. Jhun
2. Baby Don't Stop (Inst.) [3:04]